# كالي يرفينن
كالي يرفينن (بالفنلندية: Kalle Järvinen)‏ هو منافس ألعاب قوى فنلندي، ولد في 27 مارس 1903 في يوفاسكولا في فنلندا، وتوفي في 25 أغسطس 1941.

## وصلات خارجية
- كالي يرفينن على موقع أوليمبيديا (الإنجليزية)